# Cantonul Pierrefort
Cantonul Pierrefort este un canton din arondismentul Saint-Flour, departamentul Cantal, regiunea Auvergne, Franța.

## Comune
- Brezons
- Cézens
- Gourdièges
- Lacapelle-Barrès
- Malbo
- Narnhac
- Oradour
- Paulhenc
- Pierrefort (reședință)
- Sainte-Marie
- Saint-Martin-sous-Vigouroux